# اف‌ام‌جی-۹
مَگپولِ اِف‌اِم‌جی-۹ (به انگلیسی: Magpul FMG-9) پیش‌نمونه‌ای از مسلسل‌های دستی تاشوی نسل آینده است که صنایع اسلحه سازی مگپول در سال ۲۰۰۸ طراحی کرد. این مسلسل دستی همانند دیگر اسلحه‌های تاشو که به صورت مخفی حمل می‌شوند، اف ام جی-۹ نیز این قابلیت را دارد تا شکل ظاهری آن به یک شیء دیگر مثل باتری رایانه کیفی یا رادیو یا یک قوطی شباهت پیدا کند. از آنجا که این محصول از نوعی پلیمر خاص که وزن بسیار کمی دارد، ساخته شده است، حمل آن بسیار آسان می‌باشد؛ حتی به قدری کوچک است که در جیب عقب بیشتر انواع شلوارهای امروزی جا می‌شود. در ابتدا این سلاح برای مقاصدی همچون دفاع شخصی یا در سرویس مخفی ایالات متحده آمریکا طراحی و ساخته شد. البته این سلاح هنوز در حد پیش‌نمونه باقی‌مانده و مشخص نیست که آیا برای سازمان‌های نظامی در سطح صنعتی تولید خواهد شد یا خیر. این سلاح برای شلیک از یک مکانیزم نیمه خودکار بهره می‌برد که برگرفته از مکانیزم شلیک پیستولهای گلاک ۱۷ ۹ میلی‌متری است.